# 真成寺町
真成寺町（しんじょうじまち）は、富山県魚津市にある地名。魚津城下で最初に作られた街で、真成寺および銀座商店街が存在する。

## 概要
この町は、魚津城城下町整備の際に、最初に作られた街で、松倉城落城後に魚津に移転した真成寺の門前に開けた町というころから、「真成寺町」と名付けられた。かつては「魚津真成寺町」とも呼ばれていた。1893年（明治26年）からは、単に「真成寺町」と呼ばれるようになった。寺院には前述の真成寺の他にも、天台宗宝勝院、常泉寺、紹陽院などもあった。1956年（昭和31年）9月10日の魚津大火では、同町の納屋が火元となったことから最初に焼失するも、その後は復興し、1969年（昭和44年）5月1日に住居表示が実施されたことにより、現在の街の範囲となった。

## 銀座商店街
同町に江戸時代初期から所在する商店街。南北に走る北陸街道沿いの180mの商店街で、かつては魚津銀座として賑わっていた。魚津大火後は中央通りと同様の防火建築帯・道路幅員8mの商店街に生まれ変わった。1972年1月には融雪装置が完成し、1976年8月2日には、商店街入り口に『銀座商店街』のネームが入ったアーチ（高さ6.4m、幅は中央通り側が9.3m、新宿側が7m）が設けられた他、BGMを流すスピーカーが20か所に設置された。
現在はかつての賑やかさは無くなっている。

## 世帯数と人口
2022年（令和4年）8月1日現在の世帯数と人口は以下の通りである。
| 町丁     | 世帯数 | 人口  |
| -------- | ------ | ----- |
| 真成寺町 | 50世帯 | 137人 |

## 小・中学校の校区
市立小・中学校に通う場合、校区は以下の通りとなる。
| 番地 | 小学校               | 中学校             |
| ---- | -------------------- | ------------------ |
| 全域 | 魚津市立よつば小学校 | 魚津市立西部中学校 |

## 交通

### 道路
- 富山県道52号島尻魚津インター線

## 施設
- 真成寺